# Wołodymyr Iwachniuk
Wołodymyr Wasylowycz Iwachniuk, ukr. Володимир Васильович Івахнюк (ur. 28 czerwca 1973 w Kałuszu, w obwodzie iwanofrankowskim) – ukraiński piłkarz, grający na pozycji pomocnika.

## Kariera piłkarska

### Kariera klubowa
Rozpoczął karierę piłkarską w amatorskim zespole Hałyczyna Broszniów. W październiku-listopadzie 1993 występował w  drużynie Skała Stryj. Latem 1994 przeszedł do Chimika Kałusz, który potem zmienił nazwę na FK Kałusz. W lipcu 1999 przeniósł się do klubu Systema-Boreks Borodzianka, ale latem 2001 powrócił do kałuskiej drużyny, która zmieniła nazwę na Łukor Kałusz. Latem 2003 wyjechał do Uzbekistanu, gdzie bronił barw pierwszoligowego Navbahoru Namangan. Potem powrócił do domu i grał w amatorskim zespole Karpaty Jaremcze, ale latem 2004 ponownie wyjechał za granicę, tym razem do Kazachstanu, gdzie występował w Ordabasy Szymkent, po czym zakończył karierę piłkarską. Potem grał w amatorskich zespołach, m.in. FK Tużyłów.

## Sukcesy i odznaczenia

### Sukcesy piłkarskie
Navbahor Namangan
- brązowy medalista Mistrzostw Uzbekistanu: 2003